# غرفة أوسينج

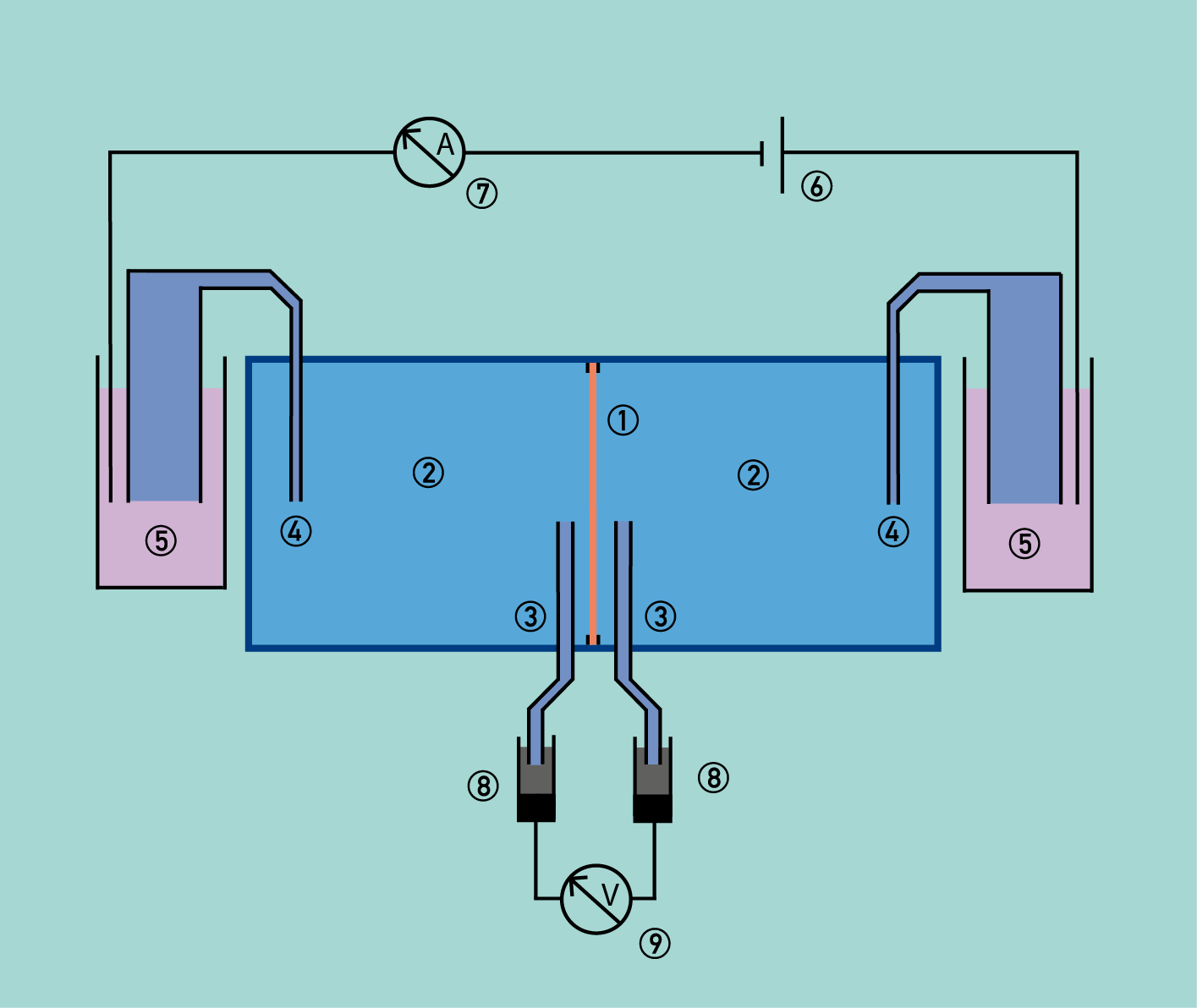

إن غرفة أوسينج (Ussing chamber) هي أداة علمية تستخدم لقياس تيار دائرة القصر كمؤشر على حدوث نقل الأيونات الصافي عبر النسيج الظهاري. وتزداد وتيرة استخدام غرفة أوسينج في قياس نقل الأيونات في النسيج الأصلي مثل النسيج المخاطي في الأمعاء، وفي الطبقة الأحاديةالخلايا التي تنمو على الدعامات الممكن اختراقها.
لقد تمت تسمية غرفة أوسينج نسبة إلى خبير علم الحيوان الدانماركي هانز أوسينج (1911 - 2000)، الذي اخترع هذا الجهاز في الخمسينيات من القرن العشرين.
تتألف غرفة أوسينج من نصفين مثبتين ببعضهما بإحكام باستخدام النسيج الظهاري (طبقة من النسيج المخاطي أو طبقة أحادية من الخلايا الظهارية التي تنمو على الدعامات الممكن اختراقها). ملاحظة: إن الخلايا الظهارية خلايا قطبية بطبيعتها، أي أن لها جانبًا قميًا أو مخاطيًا وجانبًا مصليًا. ولهذا يمكن في غرفة أوسينج أن تعزل الجانب القمي من الجانب المصلي. فنصفا الغرفة يمتلئان بكمية متساوية من محلول رينجر (Ringer solution) المتماثل حتى يتم التخلص من أية قوى دفع كيميائية وميكانيكية وكهربائية. ويحدث نقل الأيونات في أي نسيج ظهاري عبر النسيج الظهاري ويكون من الجانب القمي إلى الجانب المصلي والعكس صحيح. وتنتج عملية نقل الأيونات هذه فارق قدرة (فارق جهد كهربي) عبر النسيج الظهاري. ويتم قياس فارق الجهد الكهربي الناتج باستخدام قطبين كهربائيين يوضعان بالقرب من النسيج/النسيج الظهاري. ويتم إلغاء ذلك الجهد الكهربي عن طريق دفع التيار باستخدام قطبين كهربائيين آخرين يوضعان بعيدًا عن النسيج الظهاري. ويطلق على هذا التيار الكهربائي المدفوع تيار دائرة القصر وهو المقدار نفسه من عملية نقل الأيونات الصافية التي تحدث عبر النسيج الظهاري.
إن عملية نقل أيونات النسيج الظهاري هي الأكثر أهمية في الأبحاث حول غرفة أوسينج. فالجهد الكهربي الذي يُقاس باعتباره فارق الجهد الكهربي هو نتيجة عملية نقل الأيونات هذه ويسهل قياس فارق الجهد الكهربي قياسًا دقيقًا. فيقوم النسيج الظهاري بضخ الأيونات من جانب إلى آخر، وتتسرب الأيونات للخلف عبر ما يسمى الموصلات المحكمة الموجودة بين الخلايا الظهارية. وحتى يتم قياس نقل الأيونات يتم استخدام تيار كهربائي خارجي حسبما هو موصوف أعلاه. بيد أنه بإلغاء الجهد الكهربي كما ذكرنا من قبل، ستحصل على تقدير منخفض عن نقل الأيونات الحقيقي. فما تفعله أنك تقوم باستخدام دائرة قصر عند الأقطاب الكهربائية الخاصة بقياس الجهد الكهربي وليس عند النسيج الظهاري نفسه. وسيتم أيضًا وبنفس الطريقة تفسير المقاومة بين الأقطاب الكهربائية للجهد الكهربي الخارجة عن النسيج الظهاري. ويكون تقدير تيار دائرة القصر، حسب طريقة القياس المذكورة أعلاه، تقديرًا ضئيلاً لعملية نقل الأيونات ويمكن أن يتضاعف الخطأ لعشرة أضعاف. فالخطأ يعتمد في أغلب الأحوال على الغرف. فمع نوع الغرف التي اقترحها أوسينج بدقة يكون الخطأ كبيرًا. ويتم غالبًا تقدير الخطأ وتعويضه عن طريق القياس دون وجود النسيج. بيد أن تلك التعويضات تؤدي غالبًا إلى قيم غير مؤكدة. وتوجد العديد من الطرق لقياس نقل الأيونات قياسًا أفضل. وينطوي ذلك على استخدام تيار متغير في هيئة تيار جيبي الشكل باستخدام العديد من الترددات والنبضات الموجية المربعة والنبضات الحادة وحتى التشويش العشوائي. ويمكن الحصول على معلومات مفصلة ووصف بسيط لتلك الطرق عبر شبكة الإنترنت في "The Ussing Pulse project" نسخة محفوظة 26 سبتمبر 2007 على موقع واي باك مشين..
هناك بضعة أنواع مختلفة لأنظمة غرفة أوسينج:
النوع التقليدي هو نظام الغرفة الأساسي حسبما صممه أوسينج. ويتكون هذا النظام من حامل نسيج أسطواني يثبت فيه الأقطاب الكهربائية والأنابيب. ويتم تركيب الأنسجة مباشرة على هذا الحامل ويتم ضغطها بين قسمي الغرفة. وتتوفر مجموعة متنوعة من غرف النسيج مزودة
بفتحات دائرة وفتحات مثقوبة. وتتشبع المسارات المحيطة (القمية والحوصلية) عبر خزان دائرة زجاجي مثبت أعلى الغرفة. ويستخدم الخزان آلية «رفع الغاز» لدفع التدوير وتحقيق توتر الغاز. وتتوفر الخزانات بأحجام 4 مل و10 مل و20 مل.
النظام التقليدي مع الملحقات هو نفسه النظام التقليدي ما عدا أنه يتم تدعيم الأنسجة باستخدام الملحقات. ويدعم هذا النظام أيضًا
الخلايا المستنبتة على كؤوس الاستنبات Snapwell أو Millicell أو Falcon أو Transwell.
يوفر نظام غرفة الاحتواء الذاتي جميع ميزات النظام التقليدي بيد أنه يشتمل على الجهاز كاملاً (الغرفة والأقطاب الكهربائية
ونظام النشر) في وحدة واحدة مصنوعة من اللدائن الحرارية. ويتم تركيب الأنسجة أو الخلايا المستنبتة على مجموعة من قطعتين (ملحق) تُوضع بسهولة داخل الغرفة
من أعلى. ويتم التحكم في درجة الحرارة عبر حمام ماء دائري خارجي. وتتوفر أنظمة غرفة الاحتواء الذاتي في نموذجين أحدهما نموذج مفرد
والآخر نموذج مزدوج. يمكن الحصول على المزيد من المعلومات في ملف PDF حول أنظمة غرفة أوسينج تلك على الموقع "More Information"
تضم أنظمة الغرفة متعددة القنوات تصميمي Navicyte وEasyMount. وكلا التصميمين يستخدم مجموعة دعم يمكن حملها إلى أي مكان
تضم غرفات مستقلة يتراوح عددها بين غرفتين إلى 24 غرفة (حسب التصميم) وتجمع بين مكونات التشبع والمكونات الإلكترونية في الغرف. تتوفر غرف Navicyte
في شكلين أفقي ورأسي بينما تتوفر الغرف EasyMount في شكل رأسي فقط.
• يسع شكل Navicyte الأفقي لغرف تتراوح بين غرفة واحدة و6 غرف وهو مثالي لدراسة الطبقات المخاطية على سطح هوائي أو من السائل.
وتستخدم غرف Navicyte الأفقية حلقة تركيب أو ملحق Snapwell لتدعيم النسيج محل الدراسة.
• يناسب تصميم Navicyte الرأسي دراسات الانتشار ويسع غرفًا يتراوح عددها بين غرفة واحدة و24 غرفة. ويتم تدعيم الأنسجة
مباشرة في وحدة الغرفة ولا يلزم استخدام ملحقات. بيد أنه تتوفر أيضًا وحدة غرفة تدعم ملحقات Snapwell.
• يسع تصميم EasyMount عدد غرف يتراوح بين غرفتين إلى 8 غرف ومصصمًا بحيث يناسب القياسات المعتمدة على الفيزيولوجيا الكهربائية
وبالنظر تشبه غرف EasyMount غرف Navicyte الرأسية ولكنها تختلف عنها من حيث إنها تحتاج إلى استخدام ملحق لتثبيت النسيج
ووضعه داخل الغرفة. يمكن الحصول على المزيد من المعلومات حول أنظمة الغرف على الموقع "Ussing Chamber Systems"